# WILL：美好世界
《WILL：美好世界》（旧名「美好世界」）是中国大陆独立游戏工作室任意门制作的文字冒险游戏。游戏于2015年开发，2017年6月6日在 Steam 上发售，对应 Windows 和 macOS 平台。

## 游戏故事
本作是一款由叙事来驱动的游戏。讲述游戏中的多名主角命运在神明“辞”的帮助下逐渐变化，交织。然而，其渐渐产生的后果连“辞”自己都没有意识到。

## 开发与评价
2015年7月获得 IndiePlay 大赛「最佳设计」与「最佳游戏大奖」提名。
2015年9月在东京电玩展2015首次试玩亮相。
2015年9月 获得 TGSIndie Prize Nominee（Famitsu，TGS 2015 ゲームの电撃アワード 独立游戏提名奖）。
2015年10月26日主创王妙一参加 GDC 游戏开发者大会。
2015年12月 获得第二届 PlayStation 开发者大赛冠军。
2016年4月18日登录 Steam 青睐之光，同时由原名《美好世界》更名为《WILL：美好世界》。
2016年4月28日通过 Steam 青睐之光，正式预告登陆 Steam 平台。
2017年6月6日于 Steam 平台发售。
2017年8月10日登陆 Wegame平台。
2017年12月30日于官方微博发布工作室解散声明，但游戏后续更新优化并未因此停止。
2018年3月3日更新英文版。
2018年10月18日登陸 任天堂Switch平台。